# Kunadacs
Kunadacs község Bács-Kiskun vármegye Kunszentmiklósi járásában.

## Fekvése
Kunadacs az Alföldön, a Kiskunság északnyugati, Bács-Kiskun vármegye északi részén helyezkedik el, Kecskeméttől mintegy 40, Budapesttől nagyjából 80 kilométerre, az északi szélesség 46 fok 58’ és a keleti hosszúság 19 fok 17’ találkozásánál. Közigazgatási területe 8997 hektár, melyből 1620 hektár természetvédelmi oltalom alatt áll.
A szomszédos települések: észak felől Kunpeszér, északkelet felől Tatárszentgyörgy, kelet felől Kunbaracs, délkelet felől Kerekegyháza, délnyugat felől Szabadszállás, nyugat felől pedig Kunszentmiklós-Kunbábony.

### Megközelítése
Csak közúton közelíthető meg, Kunszentmiklós vagy Kerekegyháza felől, mindkét irányból az 5211-es úton. Déli határszélét érinti még az 5214-es út is.

## Nevének eredete
Az Adacs (Adach) név feltételezések szerint az ősi magyar Ada név egyik becézése. Ismertek olyan elképzelések is, melyek a kiskunsági helységneveket megkísérlik konkrét személyekhez kötni, így például Peszér és Adacs nevét Kötöny kun király lányaival hozzák összefüggésbe, ám ezt semmi sem bizonyítja.

## Története
A község nevével az első írásos emlék alapján 1302-ben találkozunk; két templom romjáról szól a kéziratos feljegyzés. Feltehető, hogy az említett templomokat IV. Béla által befogadott s vezérük megölése miatt az országból dúlva, pusztítva kivonuló kunok rombolták le, akiket később IV. Béla újra befogadott s ezen a területen telepítette le őket.
A 17. századtól 1949-ig a település királyi birtok volt, 1872-től Peszéradacs község részeként.
Az 1910-es népszámlálás során 1610 volt a község lakóinak száma.
1920-ra 1256 főre csökkent, az első világháború során sokak eltűntek, meghaltak, mindössze két férfi tért vissza a faluba, ők is vakon. A két világháborúban elesett adacsi katonáknak 1999-ben emeltetett emlékművet az önkormányzat.
A magyarországi Tanácsköztársaságról keveset tudnak azok az idős emberek, akik már akkor is itt éltek. Arra még emlékeznek, hogy beszélték: Pesten forradalom tört ki. Még arra is, hogy abban az időben jártak itt „valami úri emberek” Pestről. Összegyűjtötték a cselédeket és beszéltek nekik, ezekre a beszélgetésekre nem engedték be a földbérlő urakat. Földet nem osztottak.
A szovjet csapatok megérkezéséig a legtöbb lakos (kivéve a bérlőket) cselédsorban élt.
A második világháborúig a falu szinte teljes elszigeteltségben élt. A legtöbben bevonulásuk előtt nem jártak messzebb a környező településeknél. Budapestet bombázó angol és amerikai gépek százai repültek át a falu felett, éjjelente látni lehetett a fényszórók sugarát, amint az eget kutatják. Néhány sérült gép a falu határában dobta le bombaterhét.
1944 szeptemberében már mindenki tudta, hogy „jönnek az oroszok”, a fronttól menekülő civilek tovább fokozták a félelmet. Főleg a nők féltek, hallva, hogy az országra rontó vörös hadsereg mit tesz a civil lakossággal. Erdélyből 17 menekült magyar család telepedett le a községben, akik ma is itt élnek. Október 18-án a 18. harckocsihadtest betört Kecskemétre. A nyilas vezetés elrendelte Peszéradacs kiürítését, az iratok Dunántúlra menekítését. A község lakói közül mégis sokan maradtak, október végén már itt is jól lehetett hallani az ágyúzást, napról napra közelebb ért a front. A szovjetek nem ütköztek semmilyen ellenállásba, a falu november 2-án megadta magát. Az első szovjet horda továbbhaladt Kunszentmiklós irányába, Malinovszkij marsall itt rendezte be főhadiszállását, és innen irányította Budapest ostromát. Kunadacs és Kunszentmiklós között létesítettek egy ideiglenes repteret, ahonnan a Budapestet ostromló csapatokat támogatták. A községben még két lókórházat is létesítettek, ahol a helyieknek is segédkezniük kellett.
Az 1949. június 3-ai BM. 5203/3516/1949. számú rendelettel Peszéradacsot újra két különálló községgé szervezték, Kunadacs és Kunpeszér néven.
1950 októberében a falu lélekszáma 2150 fő volt.
1962-ben történt az első telekosztás és az első engedélyre történő építkezés.
1962–1999 között 450 lakóház, egészségház, orvosi rendelő, modern iskola, óvoda, tornacsarnok, művelődési ház, 19 utca épült, minden utcában vezetékes víz, gáz, kábel-tv, crossbaros telefon, minden utca szilárd burkolatú lett.
2003-ban a település pályázati úton lehetőséget kapott saját honlap indítására (http://www.kunadacs.hu)
2005-ben kiépült a szelektív hulladékgyűjtő.
2009-ben a kunok hazatérésének 770. évfordulójára fából faragott emlékművet állított a község.
A település azóta is folyamatosan fejlődik, szépül. Részben pályázaton nyert támogatásoknak köszönhetően új labdarúgópálya, kézilabda- és futópálya épült az iskolásoknak. Közpark és játszótér létesült, s a régóta hiányolt parkolót is megépítették. A belterületeken a szennyvízhálózat kivételével minden infrastruktúra kiépült.
A külterületen 1620 hektárral megalakult a Kiskunsági Nemzeti Park kezelésében lévő természetvédelmi terület, ahol rengeteg védett növény- és állatfaj él.
A község lakossága 1604 fő. Jelenlegi belterületét 1962-ben alakították ki, ahol 1250 fő él, a többiek jelenleg is a szétszórt tanyarendszerben.
A lakosság fő megélhetési forrása a mezőgazdaság, elsősorban virginiai típusú dohány termesztése öntözéses formában mesterséges szárítással. Az utóbbi időben jelentősen megváltozott a régió éghajlata. Az 1995–96-os csapadék maximum-minimum a visszájára fordult. A Kiskunság országunk legcsapadékszegényebb része. A természeti adottságok és az éghajlatváltozás miatt egyre nagyobb problémát jelent az aszály.
A faluban kezd kiépülni a falusi turizmus.

## Közélete

### Polgármesterei
- 1990–1994: Halcsik Antal (független)[4]
- 1994–1998: Halcsik Antal (független)[5]
- 1998–2002: Sipos Balázs (független)[6]
- 2002–2006: Sipos Balázs (független)[7]
- 2006–2010: Sipos Balázs József (független)[8]
- 2010–2014: Dunai László (független)[9]
- 2014–2019: Farkas Ildikó (független)[10]
- 2019–2024: Farkas Ildikó (független)[11]
- 2024– : Farkas Ildikó (független)[1]

## Népesség
A település népességének változása:
| Lakosok száma | 1557 | 1549 | 1458 | 1435 | 1392 | 1361 | 1345 |
|               | 2013 | 2014 | 2018 | 2021 | 2022 | 2023 | 2024 |

A 2011-es népszámlálás során a lakosok 93,8%-a magyarnak, 1,1% németnek, 0,4% románnak, 0,3% cigánynak mondta magát (5,7% nem nyilatkozott; a kettős identitások miatt a végösszeg nagyobb lehet 100%-nál). A vallási megoszlás a következő volt: római katolikus 58,8%, református 10,7%, 0,1-0,1% görögkatolikus és izraelita, felekezeten kívüli 11,3% (16,1% nem nyilatkozott).
2022-ben a lakosság 91,2%-a vallotta magát magyarnak, 1,1% németnek, 0,6% cigánynak, 0,6% románnak, 0,4% szlováknak, 0,2% ruszinnak, 0,1% örménynek, 0,1% lengyelnek, 2,7% egyéb, nem hazai nemzetiségűnek (8,4% nem nyilatkozott; a kettős identitások miatt a végösszeg nagyobb lehet 100%-nál). Vallásuk szerint 46% volt római katolikus, 10,1% református, 0,4% evangélikus, 0,6% görög katolikus, 0,2% ortodox, 0,1% izraelita, 0,6% egyéb katolikus, 7% felekezeten kívüli (34,8% nem válaszolt).